# Piriqueta cistoides
Espèce
Classification APG III (2009)
Synonymes
- Piriqueta cistoides var. latifolia Urb.
- Piriqueta cistoides var. micrantha Urb.
- Piriqueta longidioides A. Rich. ex León & Alain
- Piriqueta seticarpa Rusby
- Piriqueta villosa Aubl.
- Turnera cistoides L. - Basionyme
- Turnera helianthemoides A. St.-Hil., A. Juss. & Cambess.
- Turnera hirta Willd. ex Schult.
- Waltheria caroliniana Walter[1]

- Piriqueta cistoides var. genuina Urb.
- Piriqueta jonidioides A.Rich.
- Piriqueta villosa Cook & Collins, 1903
- Turnera helianthemoides A.St.-Hil. et al.
- Turnera hirta Desv.
- Turnera hirta Desv. ex Ham.
- Turnera rugosa Willd.
- Turnera zanthotricha Shuttlew.
- Turnera zanthotricha Shuttlew. ex Urb.[2]

Piriqueta cistoides est une espèce de plantes à fleurs de la famille des Passifloraceae (anciennement des Turneraceae). Son synonyme Piriqueta villosa Aubl. est l'espèce type du genre Piriqueta Aubl.. C'est une plante herbacée d'origine néotropicale.
On l'appelle Celedonia au Venezuela.

## Sous-espèces
Piriqueta cistoides comprend deux sous-espèces :
- Piriqueta cistoides subsp. caroliniana (Walter) Arbo
- Piriqueta cistoides subsp. cistoides

## Description
Piriqueta cistoides est une plante herbacée érigée, simple ou ramifiée, haute de 10–80 cm, à base souvent ligneuse. Les parties jeunes sont couvertes de poils étalés simples et étoilés. 
Les feuilles dépourvues de stipules, portent un pétiole long de 0,5-10 mm.
Le limbe est très variable en forme et en taille selon les individus : elliptique, ovale-lancéolé ou lancéolé, de 1,2-8 cm de long pour 0,3-3 cm de large, à base obtuse et à sommet aigu, à marges dentelées, dépourvu de glandes. Sur la face inférieure, les nervures, parfois très saillantes, sont couvertes de poils étoilés.
Les fleurs sont de couleur jaune vif, ou parfois blanchâtres, solitaires, et dépourvues de bractéoles.
Le fruit est une capsule pubescente, subglobuleuse, de 5-7 mm de diamètre.
Les valves portent valves avec un sillon longitudinal à l'arrière. 
Les graines sont droites ou légèrement recourbées, de forme obovoïde, longues de 1,7 mm pour 0,7 mm de diamètre.
Elles sont recouvertes d'alvéoles disposées en rangées longitudinales. Les bords du hile sont garnis d'une excroissance sèche membraneuse et frangée (strophiole), aussi longue que la graine ou légèrement plus courte. 
Piriqueta cistoides subsp. caroliniana (Walter) Arbo est caractérisé par ses fleurs hétérostylées, longues de (8–)11–20 mm. L'écart entre l'androcée et le gynécée est de 2–5 mm pour les fleurs brévistyles, et de 1,5–5 mm pour les fleurs longistyles. Ce sont des plantes souvent pérennes. Les feuilles sont de forme elliptique ou linéaire, à marges généralement révolutées.
Piriqueta cistoides subsp. cistoides est caractérisé par ses petites fleurs homostylées, longues de 4 à 11 mm. L'androcée peu dépasser le gynécée jusqu'à 1,5 mm ou être légèrement plus court (jusqu'à 1 mm de moins). Ce sont des plantes annuelles. Les feuilles sont de forme ovale, elliptique à linéaire, à marge généralement plate,.

## Répartition
Piriqueta cistoides est présent du Sud-est des États-Unis à l'Amérique du Sud jusqu'au nord de l'Argentine et au sud du Brésil en passant par le Mexique, l'Amérique centrale, et les Antilles.
Piriqueta cistoides subsp. caroliniana (Walter) Arbo est présent du sud-est des États-Unis, au Brésil, aux Antilles, en Colombie, au Venezuela et en Bolivie.
Piriqueta cistoides subsp. cistoides est présent au Mexique, en Amérique centrale, aux Antilles, et en Amérique du Sud jusqu'au sud du Brésil, en passant par la Bolivie, le Paraguay et le nord de l'Argentine.

## Écologie
Au Venezuela, Piriqueta cistoides est généralement une plante pionnière qui affectionne les endroits perturbés et ouverts sur des sols sablonneux ou rocheux, mais aussi les savanes, le bord des rivières ou des lacs autour de 50–300 m d'altitude.
Piriqueta cistoides a été étudié sous différents aspects :
son pollen,
sa biologie reproductive,
la prédation de ses graines par Pachybrachius vinctus,
sa mycorhization en condition de sécheresse, etc.

## Protologue
En 1775, le botaniste Aublet propose le protologue suivant pour Piriqueta villosa Aubl. est l'espèce type du genre Piriqueta Aubl. et synonyme de Piriqueta cistoides subsp. cistoides : 
« PIRIQUETA villoſa. (Tabula 117.)

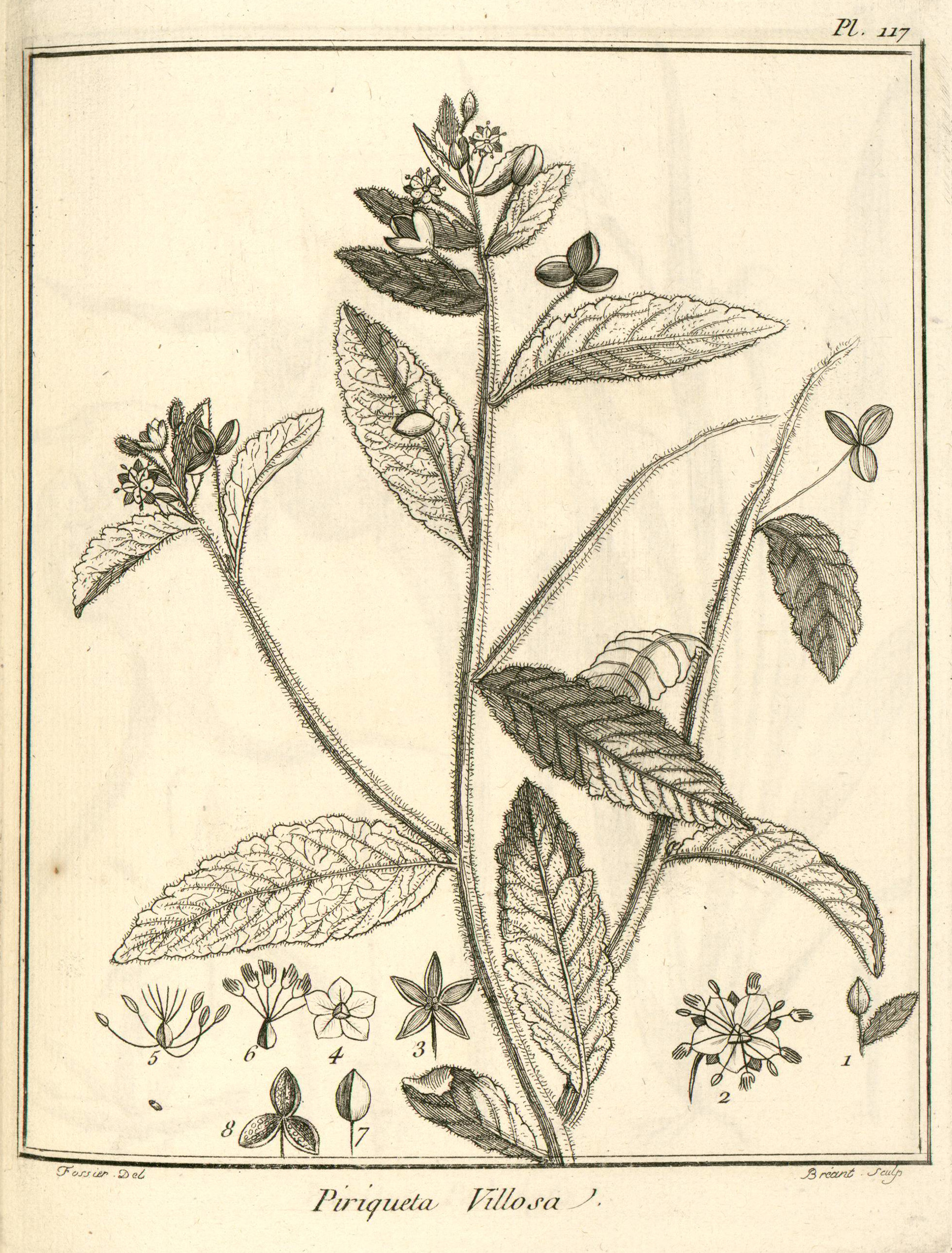
Piriqueta villosa (≡ Piriqueta cistoides subsp. cistoides) par Aublet (1775) Planche 117
La branche repréſentée & le détail des parties de la fleur, ſont de grandeur naturelle. - 1. Bouton de fleur. - 2. Fleur épanouie. Étamines. Piſtil. - 3. Calice. - 4. Pétales. Ovaire. - 5. Ovaire. Étamines. Styles. - 6. Ovaire. Styles. Stigmates. - 7. Capſule. - 8. Capſule ouverte.

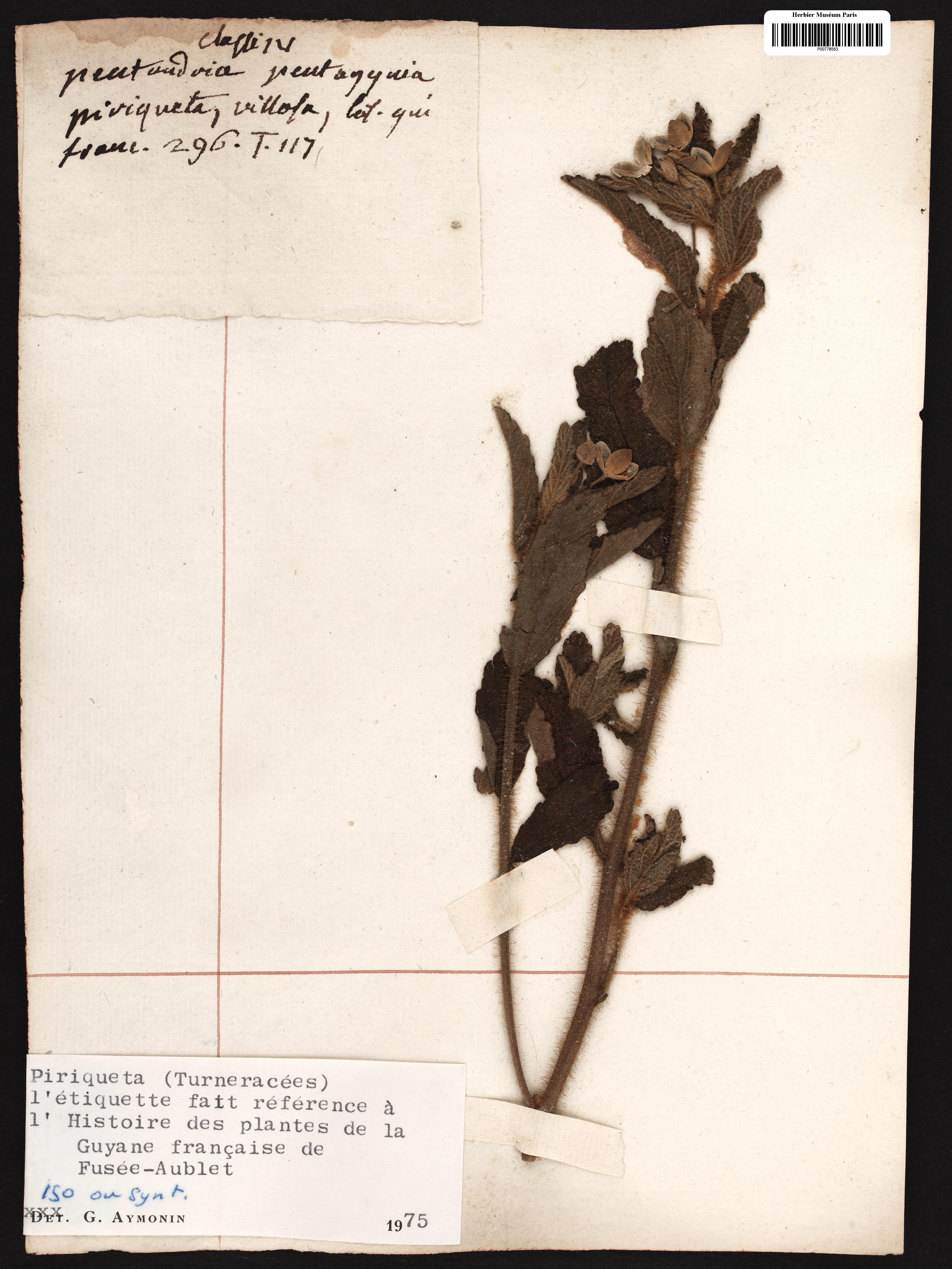
échantillon de Piriqueta villosa (≡ Piriqueta cistoides subsp. cistoides) collecté par Aublet en Guyane.

Planta annua. . . Radix fibroſa & capillacea. Caulis ramoſos, bipedalis, hirſutusi pilis rufeſcentibus. Folia alterna, ovata, oblonga, dentata, villoſa, rugoſa, ſubſeſſilia. 
Flores in fummitate ramorum & caulis, ſolitarii, axillares, longè pedunculati.
Tota planta pilis rufefcentibus, rigidis, cooperitur. 

Floret in locis arenoſis ad littora maris Caïennæ & Guianæ. »

« LA PIRIQUETE velue. (Planche 117.)
La racine de cette plante eſt ſimple, ligneuſe, rameuſe, fibreuſe & ſe répand dans la terre. Elle pouſſe une tige velue, haute d'environ deux pieds, garnie de feuilles ſeſſiles, alternes, ovales, dentelées, ridées, chagrinées, couvertes de poils rouſſâtres. 
De l'aiſſelle des feuilles ſortent des fleurs ſolitaires portées ſur un long pédoncule velu. 
Le calice eſt compoſé de cinq pièces ovales, verdâtres & velues. 
La corolle eſt à cinq pétales jaunes, arrondis, attaches entre les diviſions du calice ; ils ſont au deſſous des étamines. 
Les étamines ſont au nombre de cinq, placées au deſſous du piſtil. Les filets ſont blancs. Les anthères ſont ovalaires, jaunes & à deux bourſes ſéparées par un ſillon. 
Le piſtil eſt un ovaire arrondi, à trois angles, ſurmonté de cinq à ſix styles longs, verdâtres, termines par un stigmate large, applati, charnu, marqué de cinq côtes ſaillantes. 
L'ovaire devient une capsule à trois côtes arrondies, qui s'ouvre de la pointe à la baſe en trois ou quatre valves. Elles ont dans le milieu de leur longueur, ſur leur face interne, une arrête ſaillante, à laquelle ſont attachées ſept à huit petites semences brunes & ovoïdes. 
Cette plante croît dans les lieux ſabloneux près du rivage de la mer, tant à Caïenne qu'à la grande terre. Elle eſt annuelle, & on la trouvé preſque toujours avec fleurs & fruits. 
La branche repréſentée & le détail des parties de la fleur, ſont de grandeur naturelle. »

— Fusée-Aublet, 1775.

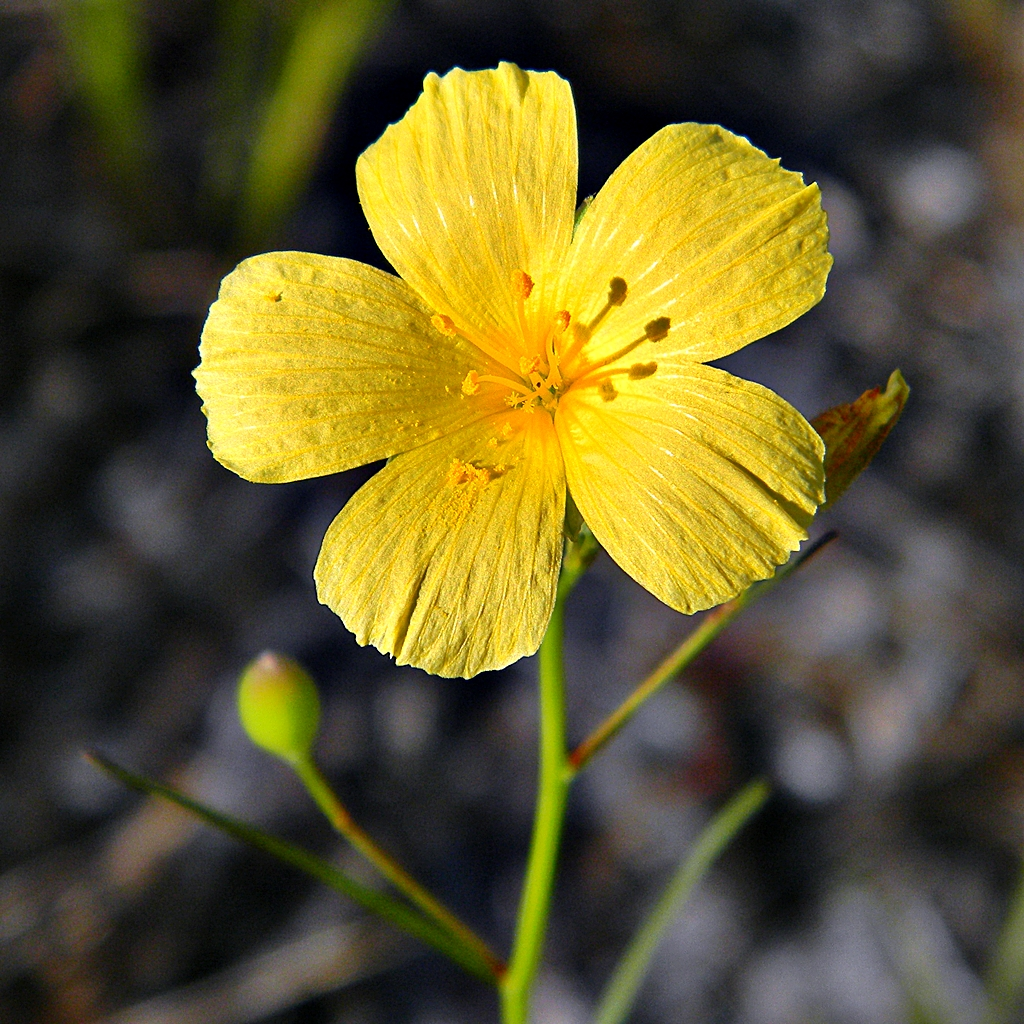
Fleur brévistylée de Piriqueta cistoides subsp. caroliniana dans la zone naturelle de Juno Dunes (Comté de Palm Beach, Floride)
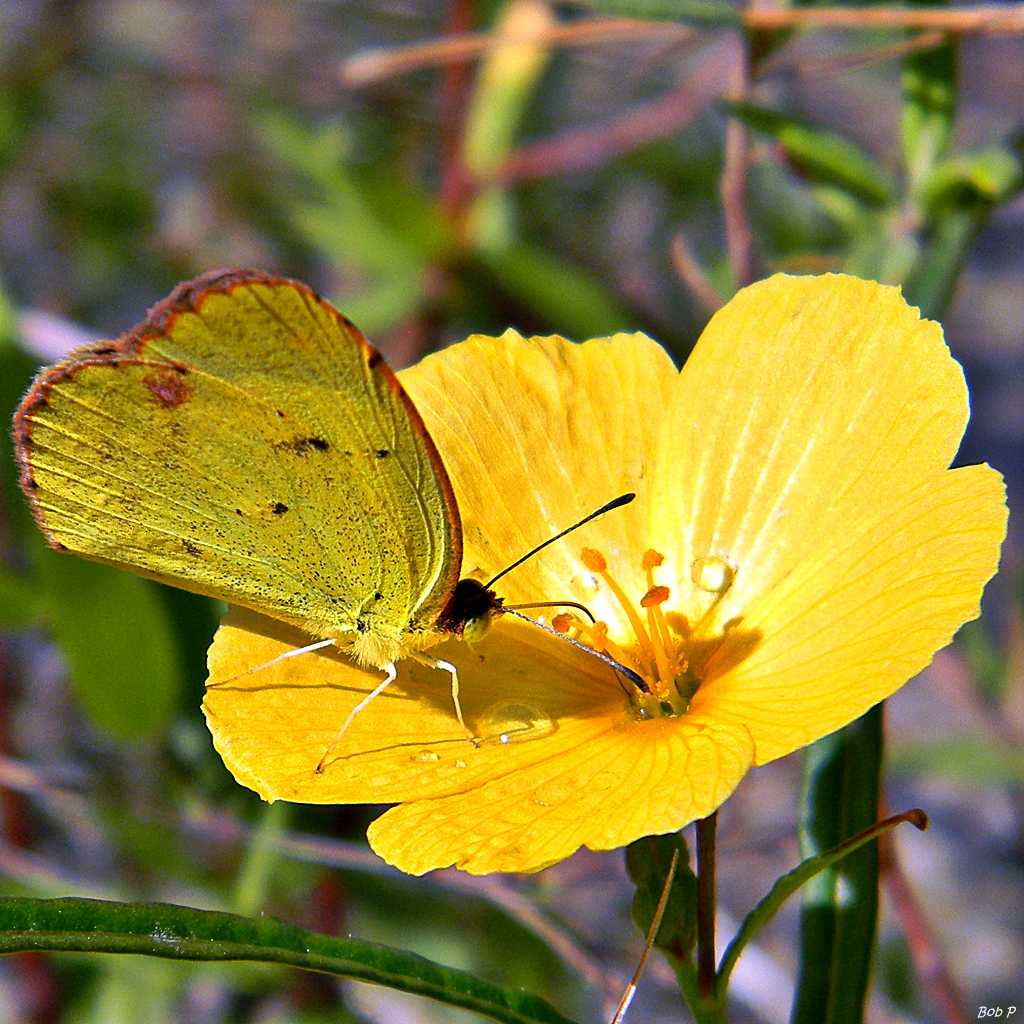
Fleur brévistylée de Piriqueta cistoides subsp. caroliniana butinée par un Colias
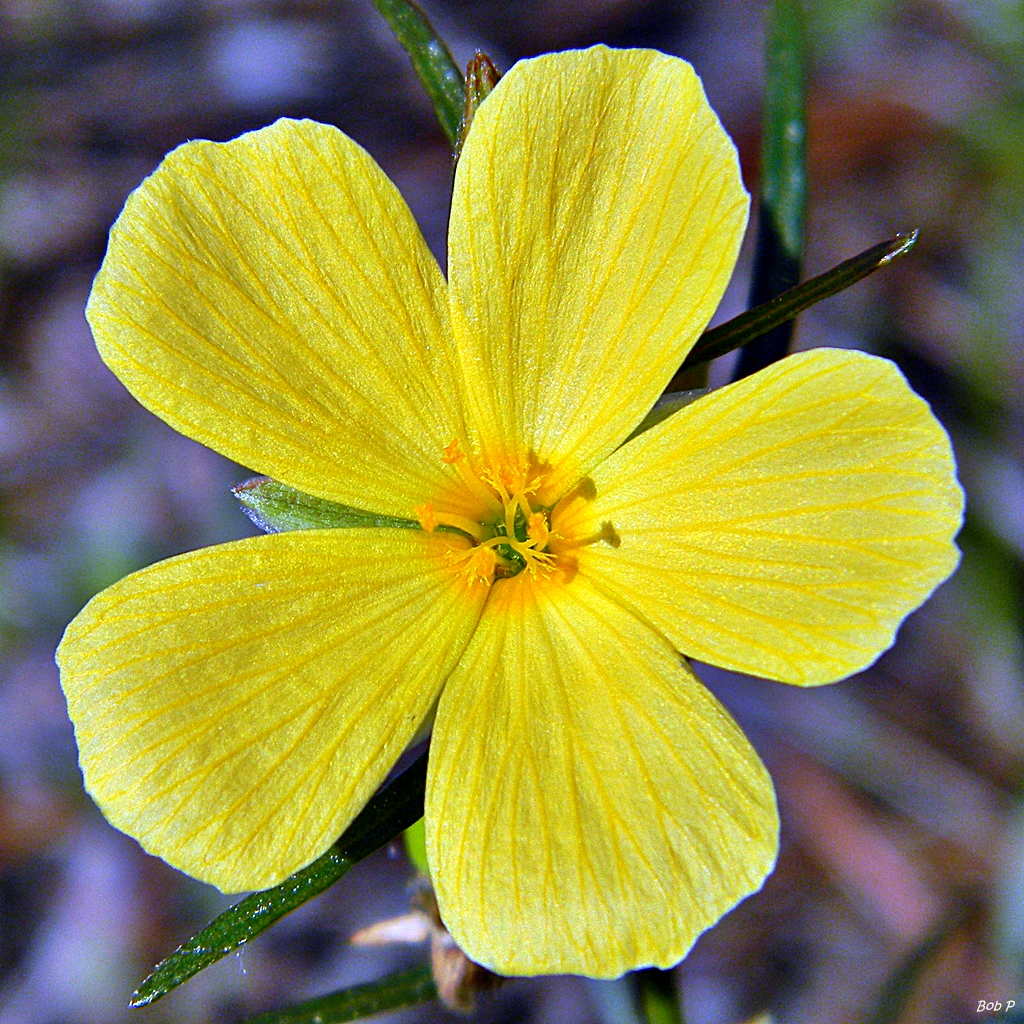
Fleur brévistylée de Piriqueta cistoides subsp. caroliniana
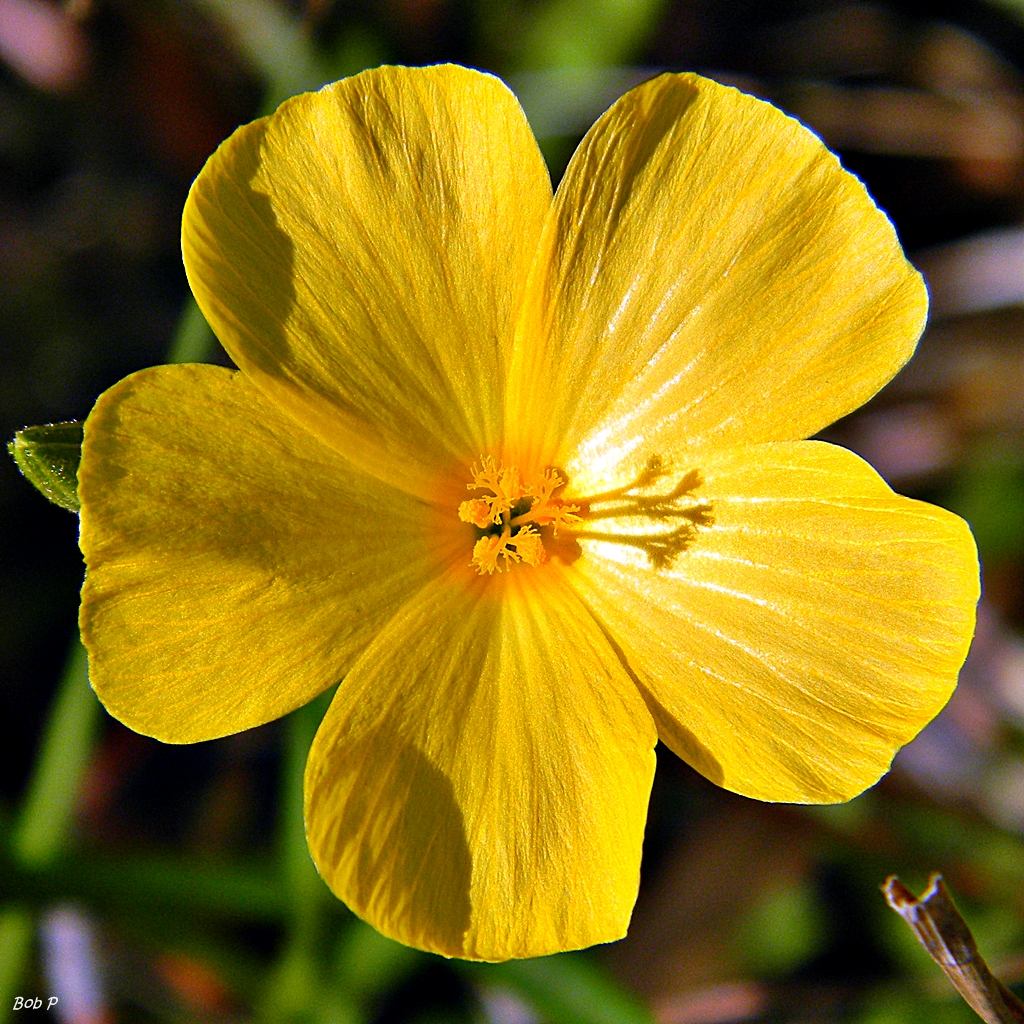
Fleur longistylée de Piriqueta cistoides subsp. caroliniana
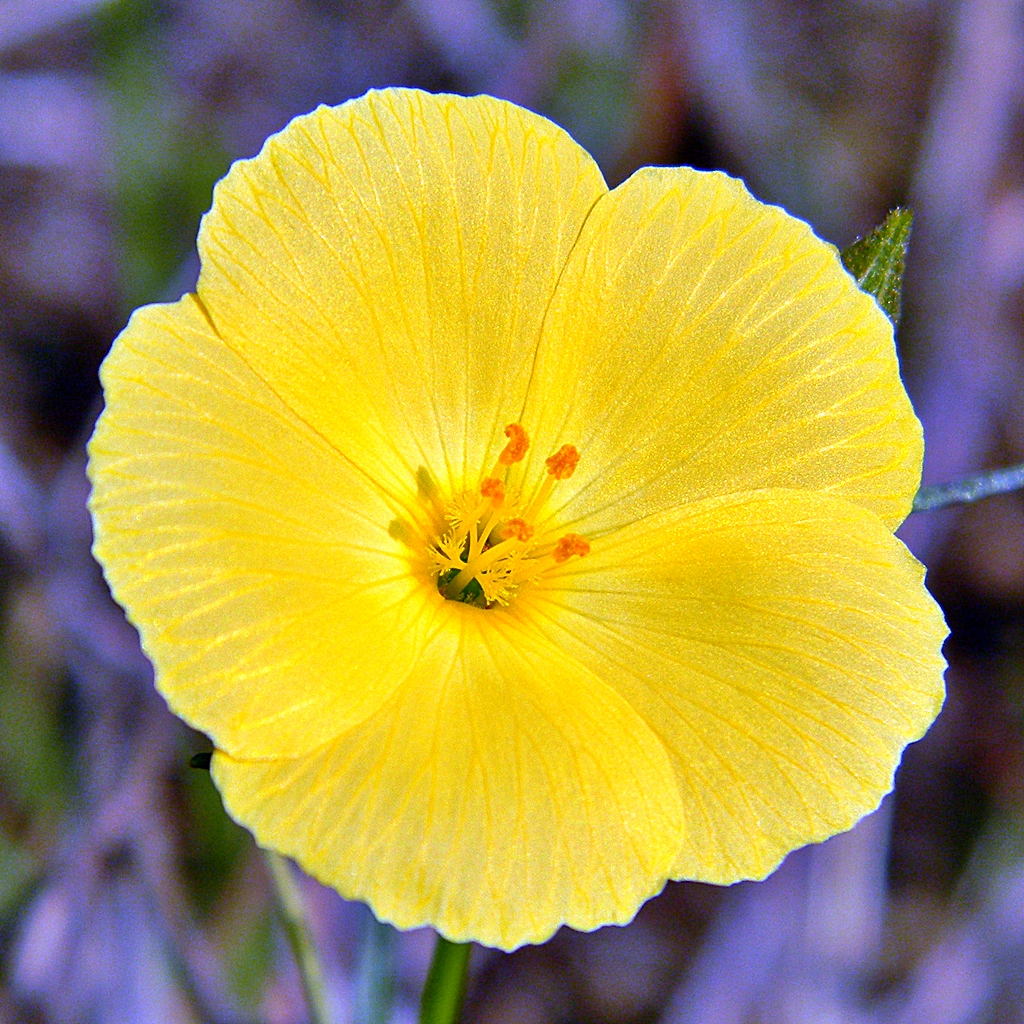
Fleur brévistylée de Piriqueta cistoides subsp. caroliniana dans la zone naturelle de Sweetbay (Comté de Palm Beach, Floride)
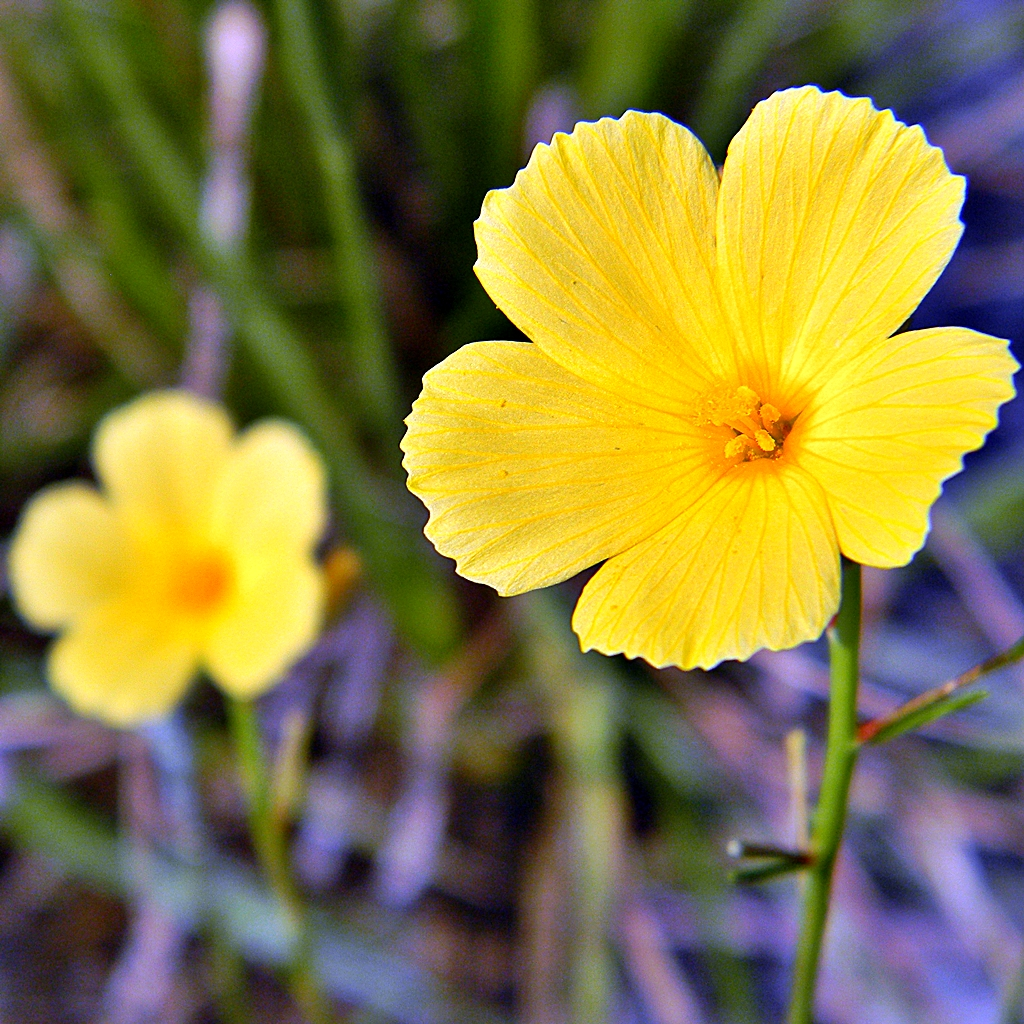
Fleur longistylée de Piriqueta cistoides subsp. caroliniana
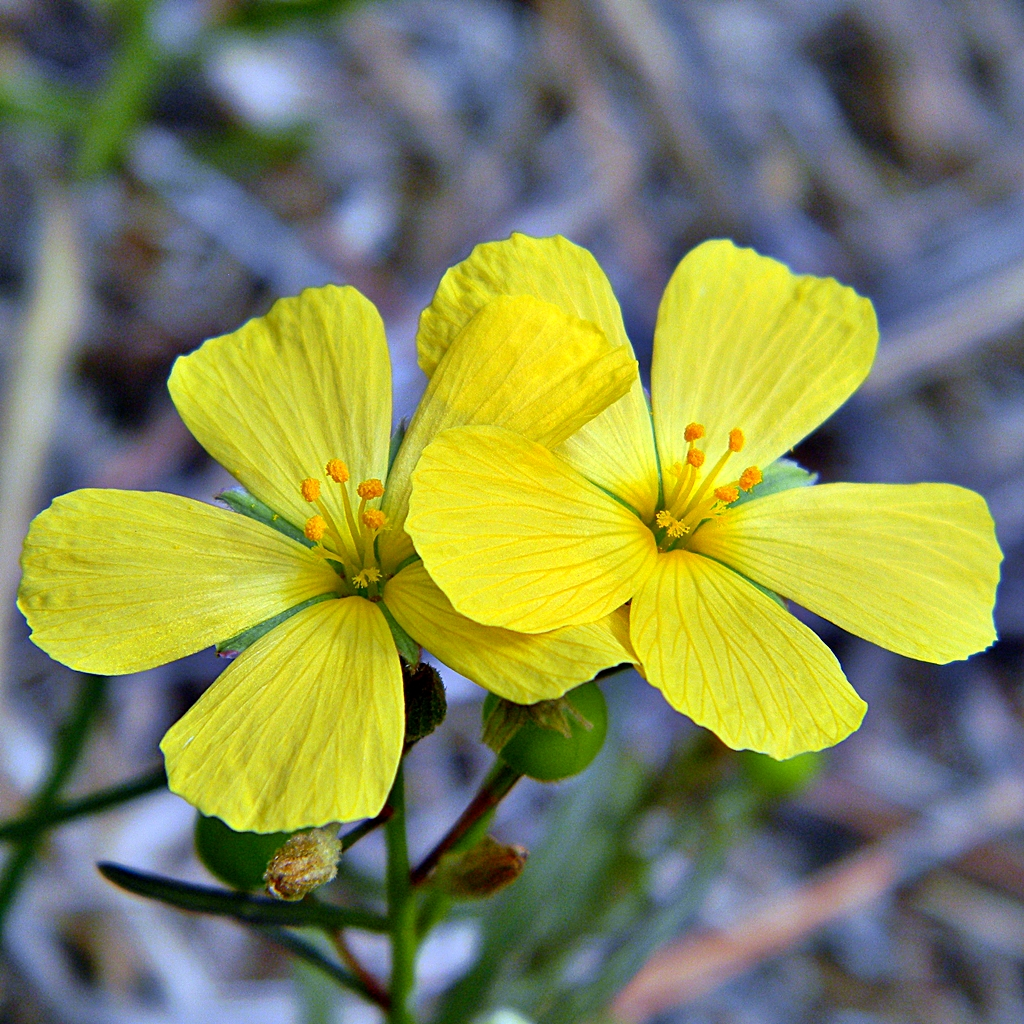
Fleur brévistylée de Piriqueta cistoides subsp. caroliniana
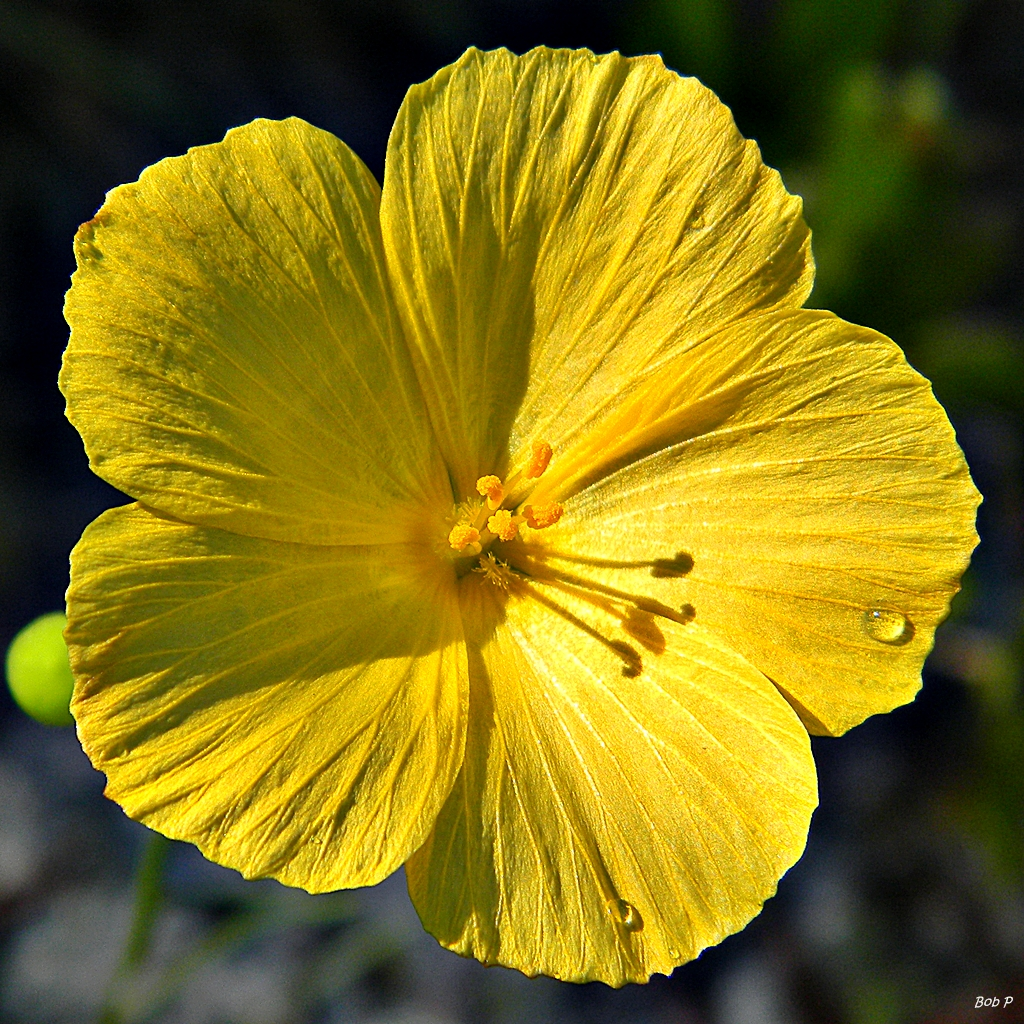
Fleur brévistylée de Piriqueta cistoides subsp. caroliniana dans la zone naturelle de Frenchman's Forest (Comté de Palm Beach, Floride)